# Pundravardhana
Pundravardhana és el nom d'un antic regne en els territoris entre les actuals Índia i Bangladesh. Les primeres mencions daten del segle iii aC i el descriuen oposat com oposat als aris i posteriorment a l'expansió del budisme per la regió. Fou finalment absorbit pel regne de Gauda en una data indeterminada al voltant del segle vi. L'extensió territorial varia segons l'època o les fonts consultades però sembla clar que la serralada de l'Himàlaia era la frontera nord i que va arribar a controlar gran part de Bengala.